# FBW-BBC
FBW–BBC (též FBW/BBC) je označení pro model trolejbusu, který vznikl instalací elektrické výzbroje BBC do karoserie vyrobené švýcarskou firmou Tüscher.

## Kosntrukce
FBW–BBC je dvounápravový trolejbus podvozkové konstrukce. Na jeho výrobě se podílelo několik společností. Firma Franz Brozincević, Wetzikon (FBW) vyrobila podvozek, na který dodal karoserii podnik Tüscher, Zürich. Elektrická výzbroj pocházela od společnosti Brown, Boveri & Cie (BBC). Konstrukčně se trolejbusy příliš nelišily od vozů FBW-Oerlikon. Výjimkou byla absence manipulačních dveří pro řidiče, které byly nahrazeny plnohodnotnými dveřmi pro cestující. Trolejbus tak měl troje skládací dveře (zadní čtyřkřídlé, ostatní dvoukřídlé).
Pro zlínský provoz bylo vyrobeno šest vozů. První tři vznikly ve Švýcarsku, ostatní byly zkompletovány československými mechaniky.

## Provoz
| Současný stát | Město             | Článek | Typ     | Roky dodávek | Počet vozů | Evidenční čísla při dodání | Poznámky | Zdroj |
| ------------- | ----------------- | ------ | ------- | ------------ | ---------- | -------------------------- | -------- | ----- |
| Česko         | Zlín – Otrokovice | článek | FBW–BBC | 1944 – 1947  | 6 kusů     | 1 – 3, 6 – 8               |          |       |

Všechny vozy tohoto typu byly vyřazeny v roce 1965.